# Лампожня
Ла́мпожня — деревня в Мезенском районе Архангельской области России. Входит в состав Мезенского городского поселения.

## География
Лампожня расположена на острове, у правого берега реки Мезень, в 17 км южнее города Мезень. Напротив Лампожни в Мезень впадает река Шукша.

## История
Лампожня была основана новгородскими славянами. Слободка Лампожня упоминается в грамоте Ивана Грозного от 1545 года самоедам Канинской и Тиманской тундр. В платёжной книге Двинского уезда 1560 года в Лампожне показаны три двора. Лампожня была важным пунктом, где дважды в год происходили ярмарки, собиравшие ненцев, пермяков, угров, русских купцов из Холмогор и Вологды, агентов иностранных торговых компаний. В 1578 году выборные из крестьян лица (целовальники, судейки) проживали в Лампожне. В Лампоженском приходе тогда было две церкви. В этом же году в распоряжение лампоженской администрации и церковного клира перешли деревни Скомороховское Печище и Попиралово. Лампожня входила в состав Юромского стана (волости). По переписи 1623 года Лампожня была одной из трёх слободок Мезенского уезда. После запрета иностранцам в 1667 году заходить в другие порты, кроме Архангельска, торговая ярмарка из Лампожни переместилась ближе к центру Мезенского края — в Устьвашку.
С 1708 года — в составе Архангелогородской губернии. В 1920 году в Лампожне была зарегистрирована сельскохозяйственная артель из 20 человек. Был открыт маслодельный завод, дававший до 25 фунтов сливочного масла в день.

## Население
| 2002 | 2010 | 2012 |
| ---- | ---- | ---- |
| 162  | ↘97  | ↗116 |

На 1.01.2021 числится 48 человек.

## Достопримечательности
В деревне расположен Дом-музей Владимира Кузина, где сохранилась обстановка, которая была в доме при жизни семьи Кузиных. Одна из комнат музея посвящена истории села.

## Интересные факты
- Лампожня является основным местом происходящих событий в художественном фильме «Свинарка и пастух». Вероятно, в связи с трудностями определения её региональной принадлежности при разделении Северной области на Вологодскую и Архангельскую, временной инерционностью этих событий, а также по другим, не выявленным причинам, Лампожня фигурирует в фильме селом, входящим в состав Вологодской области[10].

## Известные уроженцы
- Кузин, Владимир Семёнович — советский лыжник, чемпион мира 1954 года, олимпийский чемпион 1956 года[11]

### Карты
- Лампожня на карте Wikimapia
- Лампожня. Публичная кадастровая карта. Архивировано из оригинала 5 марта 2016 года.